# Stepanivka (Liubașivka), Bârzula
Stepanivka (în ucraineană Степанівка) este un sat în comuna Liubașivka din raionul Bârzula, regiunea Odesa, Ucraina.

## Demografie
Componența lingvistică a localității Stepanivka
     Ucraineană (100%)
Conform recensământului din 2001, toată populația localității Stepanivka era vorbitoare de ucraineană (100%).